# ميرفين كووي
ميرفين كووي (بالإنجليزية: Mervyn Cowie)‏ هو محافظ على الطبيعة كيني، ولد في 13 أبريل 1909، وتوفي في 19 يوليو 1996.